# Солнечное затмение 20 мая 2012 года
Солнечное затмение 20 мая 2012 года — кольцеобразное солнечное затмение 128 сароса. Полоса кольцевого затмения началась в южном Китае, прошла по Японии, через Тихий океан и закончилась на территории США. Максимальная продолжительность кольцеобразной фазы составила 5 м 46 с (в Тихом океане).

## Видимость
Кольцеобразное затмение можно было наблюдать в следующих крупных городах:
- Китай: Гуанчжоу, Шэньчжэнь, Гонконг, Фучжоу, Тайбэй (о.Тайвань)
- Япония: Осака, Нагоя, Токио, Иокогама
- США: Альбукерке

### В России
Затмение наблюдалось на значительной части территории России утром 21 мая по местному времени, однако всюду лишь как частное. Тень Луны вступила на территорию страны в 21:31 UTC (10:31 местного времени) на побережье Тихого океана у границы с КНДР. Максимальную фазу затмения — 0,879 — можно было наблюдать на островах Дёмина (южнее острова Зелёный в составе Малой Курильской гряды — Хабомаи). Затмение началось здесь в 21:35 UTC, достигло максимальной фазы в 22:55 UTC и завершилось в 00:27 UTC 21 мая (по местному времени соответственно 21 мая в 09:35, 10:55 и 12:27), продлившись почти 3 часа. Далее частное затмение прошло по территории России от Владивостока до Архангельска. Юго-западная граница зоны затмения прошла по линии Челябинск — Пермь — Сыктывкар — Архангельск. В этих городах солнце взошло уже в состоянии затмения (фазой не более 0,2), и луна сошла с солнечного диска спустя несколько десятков минут после восхода. Тень Луны окончательно покинула Россию в 01:31 UTC (13:31 местного времени) на южной оконечности острова Ратманова в Беринговом проливе.
| Город                    | Первое касание (UTC) | Максимальная фаза (UTC) | Размер максимальной фазы | Последнее касание (UTC) |
| ------------------------ | -------------------- | ----------------------- | ------------------------ | ----------------------- |
| Владивосток              | 21:33                | 22:43                   | 0,75                     | 00:03                   |
| Южно-Сахалинск           | 21:42                | 22:58                   | 0,78                     | 00:25                   |
| Хабаровск                | 21:44                | 22:55                   | 0,69                     | 00:15                   |
| Комсомольск-на-Амуре     | 21:49                | 23:01                   | 0,69                     | 00:20                   |
| Чита                     | 21:57                | 22:54                   | 0,47                     | 23:56                   |
| Иркутск                  | 22:02                | 22:54                   | 0,41                     | 23:50                   |
| Петропавловск-Камчатский | 22:03                | 23:28                   | 0,78                     | 00:59                   |
| Магадан                  | 22:14                | 23:29                   | 0,6                      | 00:48                   |
| Якутск                   | 22:17                | 23:18                   | 0,45                     | 00:23                   |
| Красноярск               | 22:17                | 23:02                   | 0,31                     | 23:50                   |
| Новосибирск              | 22:23                | 23:04                   | 0,27                     | 23:47                   |
| Тикси                    | 22:41                | 23:35                   | 0,34                     | 00:31                   |
| Сургут                   | 22:41                | 23:17                   | 0,19                     | 23:53                   |
| Тюмень                   | 22:41 *              | 23:15                   | 0,19                     | 23:50                   |
| Челябинск                | 22:41 *              | 23:15 *                 | 0,19                     | 23:49                   |
| Анадырь                  | 22:44                | 00:02                   | 0,6                      | 01:20                   |
| Екатеринбург             | 22:44 *              | 23:17 *                 | 0,18                     | 23:51                   |
| Норильск                 | 22:47                | 23:26                   | 0,21                     | 00:07                   |
| Пермь                    | 22:50 *              | 23:21 *                 | 0,16                     | 23:53                   |
| Диксон                   | 22:58                | 23:35                   | 0,17                     | 00:12                   |
| Воркута                  | 22:58                | 23:29                   | 0,14                     | 00:01                   |
| Сыктывкар                | 23:00 *              | 23:28 *                 | 0,13                     | 23:57                   |
| Архангельск              | 23:11 *              | 23:37 *                 | 0,1                      | 00:03                   |

Звёздочкой отмечены случаи, когда соответствующие события затмения происходят до восхода солнца.